# Kugelmühle (Bad Rappenau)

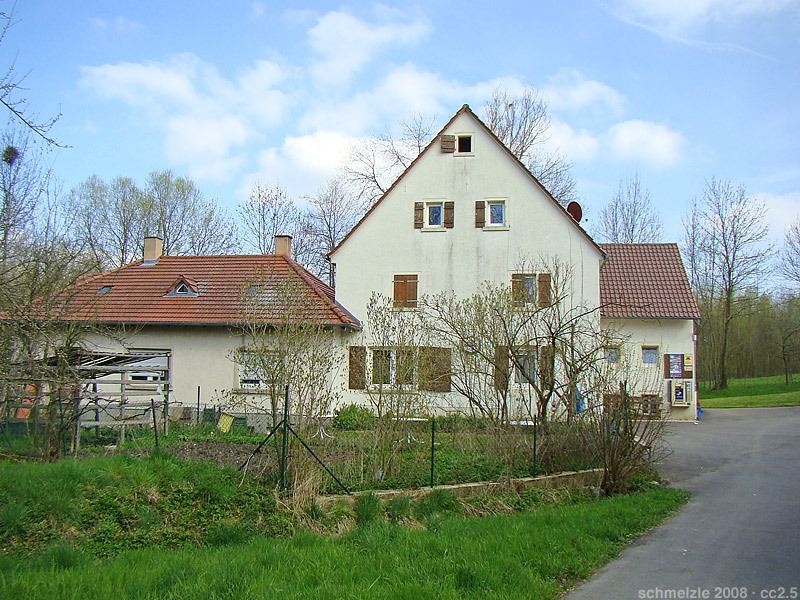
Kugelmühle

Die Kugelmühle ist eine ehemalige Mühle in Bad Rappenau im Landkreis Heilbronn im nördlichen Baden-Württemberg. Sie ist eine der fünf historischen Mühlen des Fünfmühlentals.

## Lage

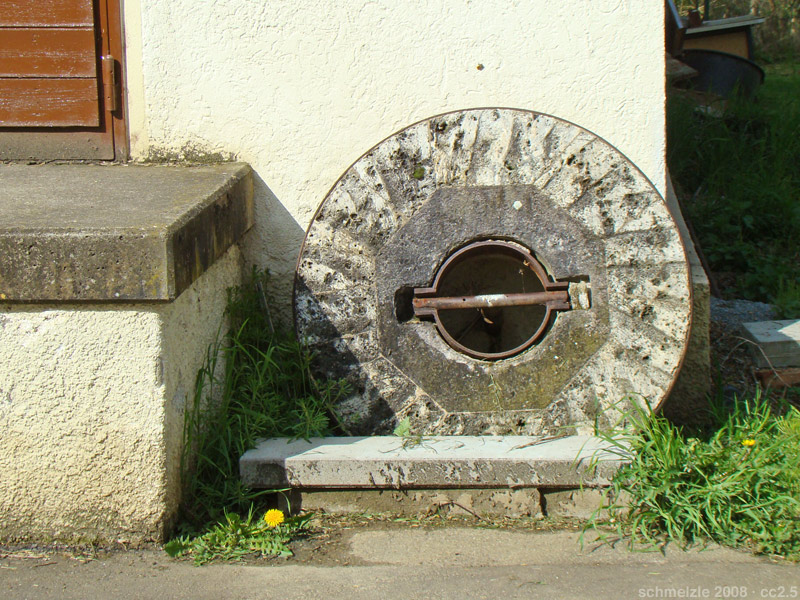
Mahlstein bei der Kugelmühle

Die Mühle liegt nordöstlich von Bad Rappenau beim Stadtteil Zimmerhof am Rand der Kraichgau-Hochfläche und am Beginn des sich im tief ins Gelände am Hang zum Neckar einschneidenden Tals des Mühlbachs, an einem links vom Mühlbach abzweigenden etwa 50 Meter langen Mühlkanal. Das Wasser für den Mühlbetrieb entnahm man auch dem wenig westlich der Mühle zum Römersee angestauten Tiefenbach. Teile der Mühlgräben haben sich bis heute erhalten. Talabwärts folgt die Barthsmühle.

## Geschichte

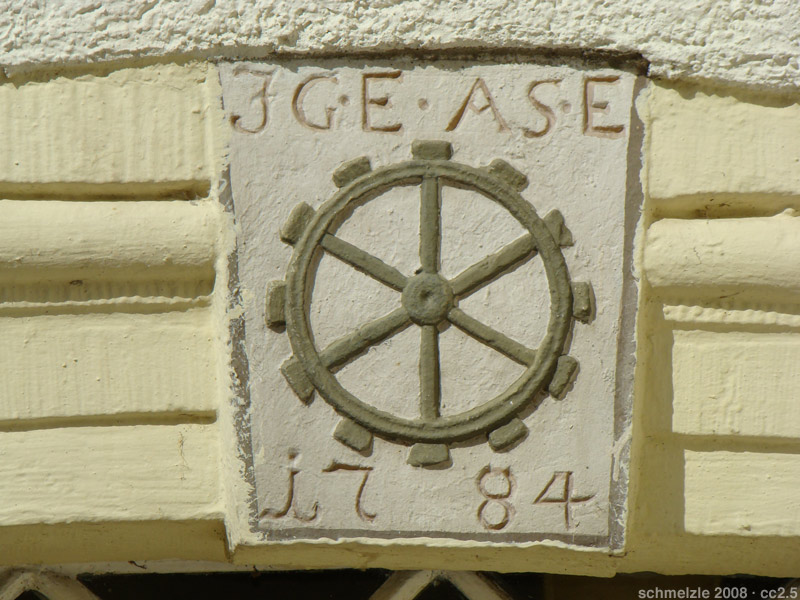
Portalstein der Kugelmühle, datiert 1784

Die Mühle wurde um 1690 von Samuel Heß mit einem Mahlgang erbaut. 1700 war die Mühle im Besitz von Peter Dörtzbach, 1712 von Johann Georg Wanner. Das 1717 im Besitz der Familie Hofmann aus Unterweissach erstmals Kugelmühle genannte Anwesen hat seinen Namen von der zugehörigen Kugelwiese. Im 18. Jahrhundert war sie Bannmühle für den weiter südwestlich liegenden Ort Babstadt. 1764 war Johann Georg Eichele Müller. Das jetzige Gebäude wurde 1784 neu erbaut, der Inschriftenstein über dem Portal erinnert an den Bauherren J(ohann) G(eorg) E(ichele) mit seiner Frau A(nna) S(ophia) E(ichele) und zeigt ein symbolisches Mühlrad. Müller Johann Jacob Meyding († 1850) war Bürgermeister von Zimmerhof. 1865 erwarb Johann Friederich aus Weiler die Mühle, die 1885 aufgestockt wurde. Sein Nachkomme, der Müller Wilhelm Friederich (1875–1951), wurde ebenfalls Bürgermeister von Zimmerhof. Der Mühlbetrieb in der Kugelmühle endete 1958, ein Teil der Mühleneinrichtung kam danach in die Maysacksche Mühle am Unterlauf des Mühlbachs. Die letzte Renovierung fand 1971 statt. Die Tochter des letzten Müllers richtete in der Mühle einen Schankbetrieb ein.

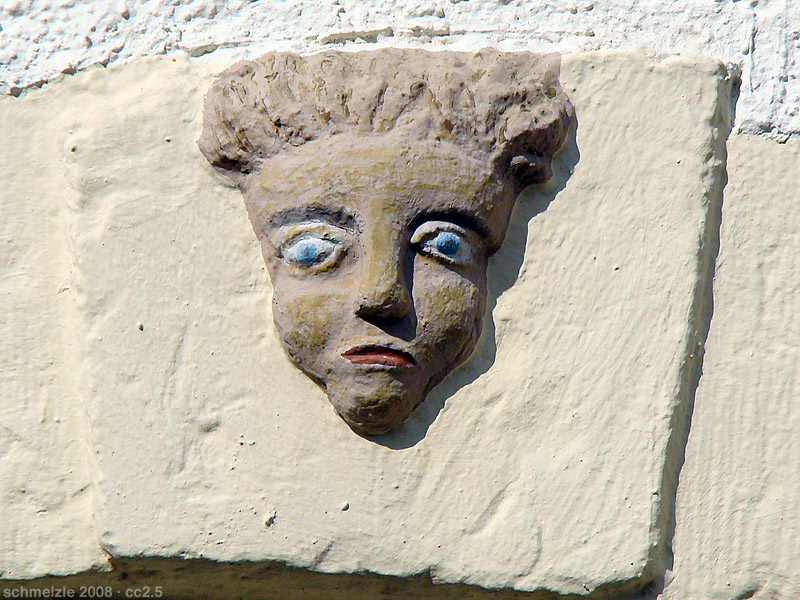
Neidkopf an der Kugelmühle
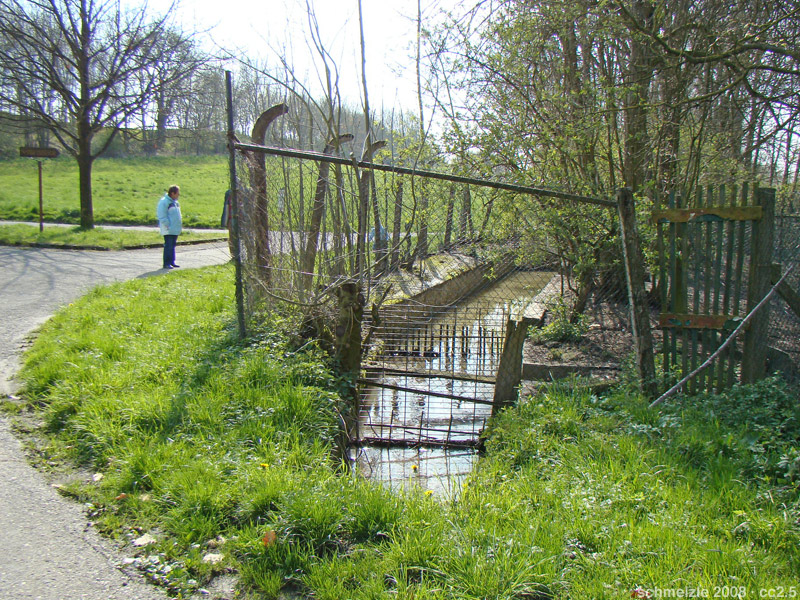
Rest des vom Tiefenbach kommenden Mühlgrabens